# یودرنا
یودرنا (به لاتین: Uderna) یک روستا در استونی است که در دهستان رونگو واقع شده‌است.

## خصوصیات
یودرنا ۶۱ نفر جمعیت دارد.